# Борки (Батецкий район)
Борки — деревня в Батецком районе Новгородской области, входит в состав Передольского сельского поселения.
К северу от Борков находится деревня Скребловского сельского поселения Лужского района Ленинградской области — Невежицы, к западу — Борковское озеро.

## Население
| 1862 | 2010 |
| ---- | ---- |
| 148  | ↘4   |